# Namlos
Namlos is een gemeente in het district Reutte in de Oostenrijkse deelstaat Tirol met 93 inwoners (stand januari 2011).

## Geografie
Namlos ligt in het Namloser Tal, een zijdal van het Lechtal, tien kilometer van Stanzach verwijderd. Naast de gelijknamige kern behoort ook de kern Kelmen tot de gemeente.
Kelmen verbindt het Namloser Tal met het Rotlechtal.

## Geschiedenis
Het dal werd bewoond vanuit Imst en werd in 1286 voor het eerst genoemd in een officieel document. Op 8 oktober 1930 vormde Namlos het epicentrum van een aardbeving met een kracht van 5,3 op de schaal van Richter. De aardbeving verwoestte daarbij een groot deel van het dorp.

## Economie
Migratie vanuit de gemeente vormt de laatste jaren een groot probleem. De belangrijkste bron van inkomsten voor de gemeente is het toerisme. De landbouw is al lang niet meer zo belangrijk als vroeger. Steeds meer mensen vertrekken naar het nabij gelegen Reutte, economisch centrum van de regio.

## Galerij

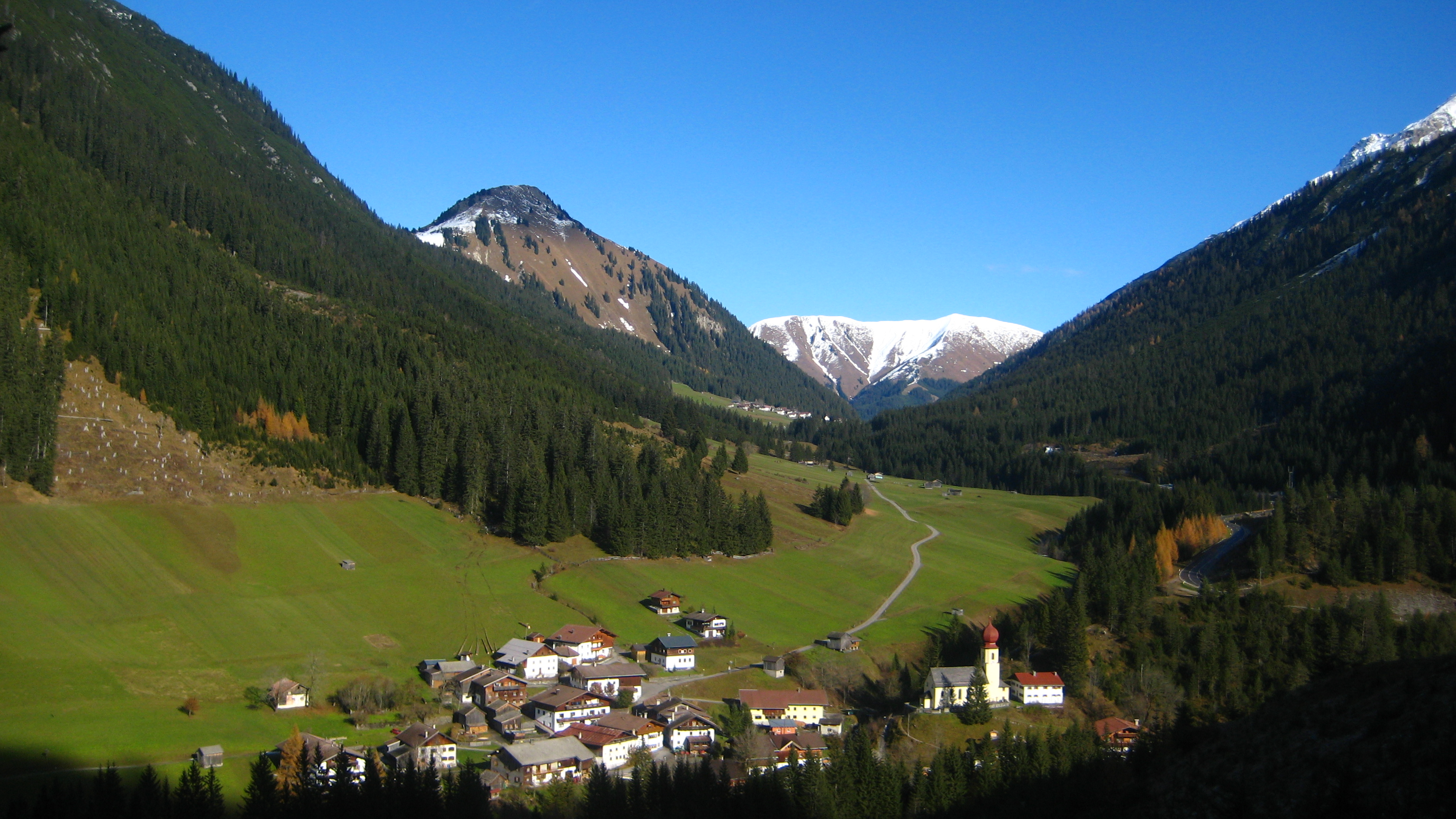
Namlos vanuit zuidwesten

Bach · Berwang · Biberwier · Bichlbach · Breitenwang · Ehenbichl · Ehrwald · Elbigenalp · Elmen · Forchach · Grän · Gramais · Häselgehr · Heiterwang · Hinterhornbach · Höfen · Holzgau · Jungholz · Kaisers · Lechaschau · Lermoos · Musau · Namlos · Nesselwängle · Pfafflar · Pflach · Pinswang · Reutte · Schattwald · Stanzach · Steeg · Tannheim · Vils · Vorderhornbach · Wängle · Weißenbach am Lech · Zöblen
- Gemeinsame Normdatei: 4041198-9
- Virtual International Authority File: 233680063